# Gilad
Gilad (hebräisch גִּלְעָד) ist ein männlicher Vorname.

## Herkunft und Bedeutung
Gilad ist als eine hebräische Form von Gilead ein hebräischer männlicher Vorname. Gilead seinerseits ist ein biblischer Personenname, abgeleitet von einem gleichlautenden alttestamentlichen Ortsnamen mit der Bedeutung „Landmarke der Bezeugung“ (engl.: monument of testimony) auf Hebräisch.

## Namensträger

### Vorname
- Gilad Atzmon (* 1963), israelischstämmiger britischer Jazzmusiker und Autor
- Gilad Bloom (* 1967), israelischer Tennisspieler
- Gilad Erdan (* 1970), israelischer Politiker
- Gilad Hekselman (* 1983), israelischer Jazzgitarrist
- Gilad Hochman (* 1982), israelischer Komponist
- Gilad Margalit (1959–2014), israelischer Historiker
- Gilad Schalit (* 1986), israelischer Soldat

### Familienname
- Jonathan Gilad (* 1981), französischer Pianist